# 壓電效應
压电效应（英語：Piezoelectricity），是电介质材料中一种机械能與电能互换的现象。压电效应有两种，正压电效应及逆压电效应。压电效应在声音的产生和侦测、高电压的生成、电频生成、微量天平和光学器件的超细聚焦有着重要的应用。

## 發現
1880年皮埃爾·居里和雅克·居里兄弟發現電氣石具有壓電效應。1881年，他們通過實驗驗證了逆壓電效應，并得出了正逆壓電常數。1910年，德國物理學家沃德马·沃伊特發表著作《晶體物理學教科書》（Lehrbuch der Kristallphysik，Textbook on Crystal Physics）。這本書描述了20種能夠產生壓電效應的自然晶體，並且用張量分析來嚴格定義壓電常數。:47

## 兩種壓電效應

壓電效應圖解

### 正壓電效應
當對壓電材料施以物理壓力時，材料體內之電偶極矩會因壓縮而變短，此時壓電材料為抵抗這變化會在材料相對的表面上產生等量正負電荷，以保持原狀。這種由於形變而產生電極化的現象稱為“正壓電效應”。若欲持續產生電能，須使材料振動。
正壓電效應實質上是機械能轉化為電能的過程。
{\displaystyle P=d\sigma }
其中，{\displaystyle P}為晶體的極化強度，單位是{\displaystyle C/{m^{2}}}， {\displaystyle d}為壓電常數，單位是{\displaystyle C/N}，{\displaystyle \sigma }為應力，單位是{\displaystyle N/{m^{2}}}。

### 逆壓電效應
當在壓電材料表面施加電場（電壓），因電場作用時電偶極矩會被拉長，壓電材料為抵抗變化，會沿電場方向伸長。這種通過電場作用而產生機械形變的過程稱為“逆壓電效應”。逆壓電效應實質上是電能轉化為機械能的過程。
{\displaystyle S=d_{t}E}
其中，{\displaystyle S}為晶體的应变，{\displaystyle d_{t}}為壓電常數，單位是{\displaystyle m/V}，{\displaystyle E}為電場強度矢量，單位是{\displaystyle V/m}。

### 兩種壓電效應的關係
可以證明，正壓電效應和逆壓電效應中的係數是相等的，且具有正壓電效應的材料必然具有逆壓電效應。:48頁

### 电致伸缩
如果外界電場較強，那麼壓電晶體還會出現電致伸縮效應，即材料應變與外加電場強度的平方成正比的現象。可以用以下公式給出：
{\displaystyle S=\mu E^{2}}
其中，{\displaystyle \mu }為電致伸縮係數，單位是{\displaystyle m^{4}/{C^{2}}}。

## 材料
壓電材料會有壓電效應是因晶格內原子間特殊排列方式，使得材料有應力場與電場耦合的效應。根據材料的種類，壓電材料可以分成壓電單晶體、壓電多晶體（壓電陶瓷）、壓電聚合物和壓電複合材料四種。根據具體的材料形態，則可以分為壓電體材料和壓電薄膜兩大類。:49

### 壓電單晶體
壓電單晶體大多數為鐵電晶體。另外還包括石英、硫化镉、氧化锌、氮化铝等晶体。这些铁电晶体包括：
- 含氧八面體的鐵電晶體，例如鈦酸鋇晶體、具有鈮酸鋰結構的鈮酸鋰、鈮酸鉭和具有鎢青銅結構的鈮酸鍶鋇晶體。
- 含有氫鍵的鐵電晶體，例如磷酸二氫鉀、磷酸二氫銨、和磷酸氫鉛（及磷酸氘鉛）晶體。
- 含層狀結構的鈦酸鉍晶體等。

目前應用最廣泛的非鐵電性的石英壓電晶體、鐵電型壓電晶體鈮酸鋰和鈮酸鉭等。:49頁

### 壓電多晶體（壓電陶瓷）
陶瓷的壓電性質最早是在鈦酸鋇上發現的，但是由於純的鈦酸鋇陶瓷燒結難度較大，且居裡點（120℃左右）、室溫附近（5℃左右）有相變發生，即使改變其摻雜特性，其壓電性仍然不高。1950年左右發明的鋯鈦酸鉛（簡稱：PZT）則是迄今為止使用最多的壓電陶瓷。:49

### 壓電聚合物
早在1940年，蘇聯就曾發現木材具有壓電性。之後又相繼在苧麻、絲竹、動物骨骼、皮膚、血管等組織中發現了壓電性。1960年發現了人工合成的高分子聚合物的壓電性。1969年發現電極化后的聚偏二氟乙烯具有較強的壓電性。具有較強壓電性的材料包括PVDF及其共聚物、聚氟乙烯、聚氯乙烯、聚-γ-甲基-L-谷氨酸酯和尼龍-11等。:63

### 壓電複合材料
壓電複合材料是由兩種或多種材料複合而成的壓電材料。常見的壓電複合材料為壓電陶瓷和聚合物（例如聚偏氟乙烯活環氧樹脂）的兩相複合材料。這種複合材料兼具壓電陶瓷和聚合物的長處，具有很好的柔韌性和加工性能，并具有較低的密度、容易和空氣、水、生物組織實現聲阻抗匹配。:65。此外，壓電複合材料還具有壓電常數高的特點。壓電複合材料在醫療、傳感、測量等領域有著廣泛的應用。

## 相關標準

当压电效应材质的应变片，改变形状后产生电压（此为夸张的示意图）

- ANSI-IEEE 176 (1987) Standard on Piezoelectricity
- IEEE 177 (1976) Standard Definitions & Methods of Measurement for Piezoelectric Vibrators
- IEC 444 (1973) Basic method for the measurement of resonance freq & equiv series resistance of quartz crystal units by zero-phase technique in a pi-network
- IEC 302 (1969) Standard Definitions & Methods of Measurement for Piezoelectric Vibrators Operating over the Freq Range up to 30 MHz

## 外部連結
- 奈米纖維發電衣 走動就來電 （页面存档备份，存于），載中時電子報，2008年2月15日
- （英文）Piezoelectric Ceramic （页面存档备份，存于）